# Neopemphigus turajevi
Neopemphigus turajevi är en insektsart. Neopemphigus turajevi ingår i släktet Neopemphigus och familjen långrörsbladlöss. Inga underarter finns listade i Catalogue of Life.